# Helianthemum dumosum
Helianthemum dumosum là một loài thực vật có hoa trong họ Nham mân khôi. Loài này được (E.P. Bicknell) Fernald mô tả khoa học đầu tiên năm 1917.